# Tri faire-valoir
En informatique, le tri faire-valoir est un algorithme de tri récursif. Il est appelé stooge sort en anglais, nom inspiré des Trois Stooges. Il est présenté en exercice dans le livre Introduction à l'algorithmique de Cormen, Leiserson, Rivest et Stein .

## Principe
Le principe du tri faire-valoir est le suivant :
1. On échange le premier et le dernier élément du tableau à trier s'ils ne sont pas dans le bon ordre.
2. Si le tableau contient plus de trois éléments :
  - on trie le premier 2/3 du tableau ;
  - on trie le dernier 2/3 du tableau ;
  - on retrie le premier 2/3 du tableau à nouveau.

Sa complexité temporelle est O(nlog 3 / log 1,5 ) = O(n2,7095...), ainsi cet algorithme est particulièrement inefficace en comparaison avec le tri rapide ou le tri à bulles.

## Implémentation
```
 
function
 stoogesort(A, i, j)
     
if
 A[i] > A[j] 
then

         échanger A[i] et A[j]
     
if
 (j - i + 1) > 2 
then

         t = (j - i + 1) / 3
         stoogesort(A, i  , j-t)
         stoogesort(A, i+t, j  )
         stoogesort(A, i  , j-t)
     
return
 A
```